# 彼得羅韋 (亞歷山德里亞區)

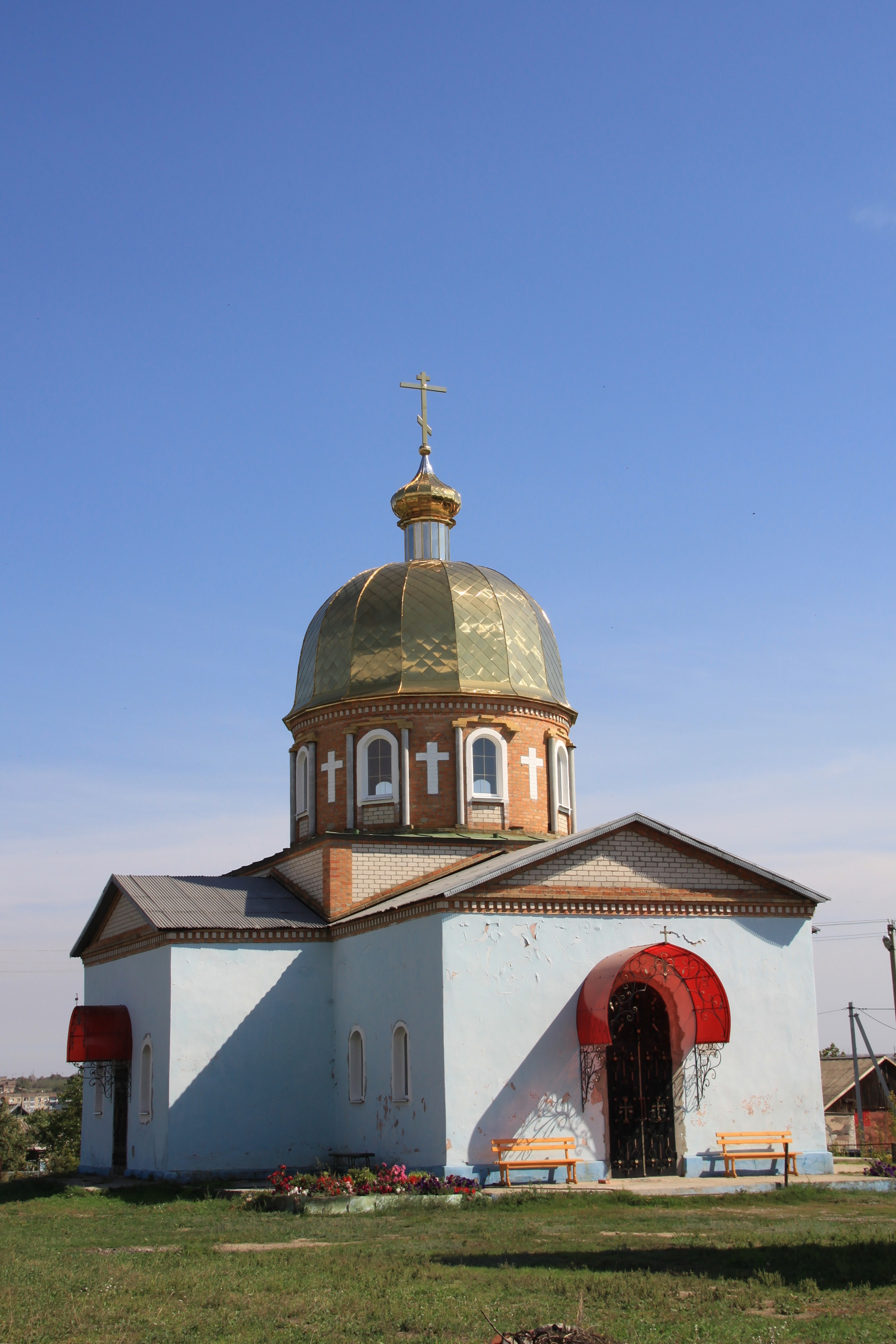
当地教堂

彼得罗韦（羅馬化：Petrove），又按俄语名译为彼得罗沃，是烏克蘭中部基洛夫格勒州亞歷山德里亞區彼得罗韦市镇内的鎮及其行政中心。海拔高度为85米，距離亞歷山德里亞45公里，2022年人口6,914。

## 備注
1. ↑  俄语：